# Les Côtes-de-Corps
Les Côtes-de-Corps este o comună în departamentul Isère din sud-estul Franței. În 2009 avea o populație de 5.324 de locuitori.

## Evoluția populației
| An        | 1975  | 1982  | 1990  | 1999  | 2006  | 2009  |
| --------- | ----- | ----- | ----- | ----- | ----- | ----- |
| Populație | 3.402 | 3.495 | 3.933 | 4.308 | 4.806 | 5.324 |